# Кризи, Гарольд
Га́рольд Пе́рси Кри́зи (англ. Harold Percy Creasey; 1864, Лестер — 15 марта 1923, Лестер) — британский стрелок, бронзовый призёр летних Олимпийских игр.
Кризи принял участие в летних Олимпийских играх в Лондоне в двух дисциплинах стендовый стрельбы. В трапе он стал 17-м среди отдельных спортсменов и занял третье место среди команд.